# Acacetina
La acacetina es una flavona O-metilada que se encuentra en Robinia pseudoacacia (acacia negra), Turnera diffusa (damiana), Betula pendula (abedul plateado), y en el helecho Asplenium normale.
La enzima apigenina 4'-O-metiltransferasa usa S-adenosil metionina y 5,7,4'-trihidroxiflavona (apigenina) para producir S-adenosilhomocisteína y 4'-metoxi-5,7-dihidroxiflavona (acacetina).